# Coombes (Royaume-Uni)
Coombes est un hameau et une paroisse civile, située dans le comté du Sussex de l'Ouest dans le Sud de l'Angleterre. Il se situe dans la vallée de l'Adur dans la région des South Downs.

## Source
- (en) Cet article est partiellement ou en totalité issu de l’article de Wikipédia en anglais intitulé « Coombes » (voir la liste des auteurs).